# Von hier an blind
Von hier an blind ist das zweite Studioalbum von Wir sind Helden, das im April 2005 bei Reklamation Records erschien und zum Nummer-eins-Erfolg avancierte.

## Entstehung und Veröffentlichung
Die Erstveröffentlichung von Von hier an blind erfolgte am 1. April 2005 bei Reklamation Records. Das Album erschien in seiner Originalausführung als CD und Download mit 13 Titeln (Katalognummer: 07243 860853 0 6). Das Album wurde auch in einer Limited Edition veröffentlicht, die Einblicke in die Entstehung und Produktion des Albums gewährt. Diese limitierte Edition enthält eine zusätzliche DVD mit einer Dokumentation und Interviews mit den Bandmitgliedern über jeden Titel des Albums. Außerdem ist ein Spiel enthalten, bei dem der Benutzer die Rollen in der Band nach Belieben verteilen kann (0743 860853 1 3). Als Ergebnis wird dann Nur ein Wort in dieser Konstellation vorgetragen.
Geschrieben wurden die Lieder alle gemeinsam von den Wir-sind-Helden-Mitgliedern Judith Holofernes, Pola Roy, Mark Tavassol und Jean-Michel Tourette, in verschiedenen Konstellationen. Einzig Holofernes ist beim Schreibprozess aller Titel beteiligt gewesen. Für die Produktion aller Lieder zeichnete alleine Patrik Majer verantwortlich.

## Artwork
Das gesamte Artwork (Begleitheft, Cover u. ä.) für das Album wie auch für die Singles wurde von der Berliner Illustratorin Vanessa Karré gestaltet. Es ist dem Comicalbum Tim in Tibet (1960) des 1983 verstorbenen belgischen Zeichners Hergé nachempfunden. Im gleichen Stil ist auch das Video zur Single Von hier an blind gehalten.

## Titelliste
| #  | Titel                                                                                      | Autoren                             | Länge |
| -- | ------------------------------------------------------------------------------------------ | ----------------------------------- | ----- |
| 1  | Wenn es passiert                                                                           | Holofernes, Tourette                | 3:33  |
| 2  | Echolot                                                                                    | Holofernes, Tavassol, Tourette      | 4:31  |
| 3  | Von hier an blind                                                                          | Holofernes, Tavassol, Tourette      | 3:30  |
| 4  | Zuhälter                                                                                   | Holofernes, Tourette                | 3:30  |
| 5  | Ein Elefant für dich                                                                       | Holofernes, Roy, Tavassol, Tourette | 4:42  |
| 6  | Darf ich das behalten                                                                      | Holofernes, Tavassol, Tourette      | 3:18  |
| 7  | Wütend genug                                                                               | Holofernes, Tavassol                | 4:29  |
| 8  | Geht auseinander                                                                           | Holofernes, Roy, Tavassol, Tourette | 3:10  |
| 9  | Zieh dir was an                                                                            | Holofernes, Roy, Tavassol, Tourette | 3:26  |
| 10 | Gekommen um zu bleiben                                                                     | Holofernes, Tourette                | 3:10  |
| 11 | Nur ein Wort                                                                               | Holofernes, Roy, Tavassol, Tourette | 3:56  |
| 12 | Ich werde mein Leben lang üben, dich so zu lieben, wie ich dich lieben will, wenn du gehst | Holofernes, Roy                     | 2:52  |
| 13 | Bist du nicht müde                                                                         | Holofernes, Roy                     | 3:53  |

## Singleauskopplungen
Nach dem Erfolg des Albums in Österreich und Deutschland produzierte die Band einige Singles aus dem Album auch auf Englisch, Französisch und Japanisch. Saa Itte Miyô, die japanische Version von Von hier an blind, wurde als B-Seite der deutschen Single veröffentlicht.
Das Video zu Nur ein Wort ist eine Hommage an das Musikvideo zu Bob Dylans Lied Subterranean Homesick Blues. Die städtische Seitengasse als Hintergrund und auch die Karten mit einigen Wörtern aus dem Liedtext werden wie in Dylans Video verwendet. Dies wird mit neuen Elementen verbunden, z. B. vorwärts und rückwärts laufender Zeit.
Singles in den Charts

| Jahr | Titel                                                 | Höchstplatzierung, Gesamtwochen, AuszeichnungChartplatzierungen (Jahr, Titel, , Platzierungen, Wochen, Auszeichnungen, Anmerkungen) | Höchstplatzierung, Gesamtwochen, AuszeichnungChartplatzierungen (Jahr, Titel, , Platzierungen, Wochen, Auszeichnungen, Anmerkungen) | Höchstplatzierung, Gesamtwochen, AuszeichnungChartplatzierungen (Jahr, Titel, , Platzierungen, Wochen, Auszeichnungen, Anmerkungen) | Anmerkungen                                            | [↑]: gemeinsam behandelt mit vorhergehendem Eintrag; [←]: in beiden Charts platziert |
| Jahr | Titel                                                 | DE | AT | CH | Anmerkungen                                            |                                                                                      |
| ---- | ----------------------------------------------------- | --- | --- | --- | ------------------------------------------------------ | ------------------------------------------------------------------------------------ |
| 2005 | Gekommen um zu bleiben                                | DE24 (11 Wo.)DE | AT4 (21 Wo.)AT | CH39 (12 Wo.)CH | Erstveröffentlichung: 27. Februar 2005                 |                                                                                      |
| 2005 | Nur ein Wort                                          | DE28 Platin · (… Wo.)DE | AT13 (25 Wo.)AT | — | Erstveröffentlichung: 17. Mai 2005 Verkäufe: + 300.000 |                                                                                      |
| 2005 | Nur ein Wort                                          | DE22 (… Wo.)DE[AT: ↑] | AT13 (25 Wo.)AT | — | Neuauflage: 21. März 2025 mit Noah Kraus               |                                                                                      |
| 2005 | Von hier an blind / Sâ itte miyô (japanische Version) | DE42 (9 Wo.)DE | AT53 (15 Wo.)AT | — | Erstveröffentlichung: 30. September 2005               |                                                                                      |
| 2006 | Wenn es passiert                                      | DE41 (9 Wo.)DE | AT34 (6 Wo.)AT | — | Erstveröffentlichung: 13. Januar 2006                  |                                                                                      |

## Kommerzieller Erfolg

### Chartplatzierungen
| ChartsChartplatzierungen | Höchstplatzierung | Wochen |
| ------------------------ | ----------------- | ------ |
| Deutschland (GfK)        | 1 (60 Wo.)        | 60     |
| Österreich (Ö3)          | 1 (43 Wo.)        | 43     |
| Schweiz (IFPI)           | 5 (21 Wo.)        | 21     |

| ChartsJahrescharts (2005) | Platzierung |
| ------------------------- | ----------- |
| Deutschland (GfK)         | 2           |
| Österreich (Ö3)           | 5           |
| Schweiz (IFPI)            | 97          |

| ChartsJahrescharts (2006) | Platzierung |
| ------------------------- | ----------- |
| Deutschland (GfK)         | 98          |

### Auszeichnungen für Musikverkäufe
| Land/Region        | Auszeichnungen für Musikverkäufe (Land/Region, Auszeichnung, Verkäufe) | Verkäufe |
| ------------------ | ---------------------------------------------------------------------- | -------- |
| Deutschland (BVMI) | 2× Platin                                                              | 400.000  |
| Österreich (IFPI)  | 2× Platin                                                              | 60.000   |
| Insgesamt          | 4× Platin ·                                                            | 460.000  |

## Coverversionen
Der Titel Nur ein Wort wurde 2007 von J.B.O. auf dem Album Head Bang Boing unter dem Titel Oaaargh! und 2009 in der Sketch-Comedyshow Dennis & Jesko von Dennis Kaupp und Jesko Friedrich als Wir sind Elben unter dem Titel Nur ein Ork gecovert.